# Docteur Sax
Docteur Sax (titre original : Doctor Sax) est un roman de l'écrivain américain Jack Kerouac publié en 1959. Le titre originel est Doctor Sax: Faust Part Three. Kerouac l'a écrit en 1952 alors qu'il vivait avec un autre écrivain de la beat generation, William Burroughs, à Mexico.

## Roman
Docteur Sax se concentre sur l'histoire d'un jeune garçon, Jack Duluoz - qui n'est autre que Jack Kerouac lui-même - vivant dans une ville ouvrière de la Nouvelle-Angleterre, qui rencontre un personnage imaginaire et fantastique, le double de toutes ses peurs, le Docteur Sax.

## Adaptation
Kerouac a également écrit le scénario du roman, intitulé Doctor Sax and the Great World Snake, qui ne fut cependant jamais réalisé. C'est Jim Sampas, le neveu de Kerouac, qui a découvert le manuscrit dans les archives de l'écrivain, en 1998. Sampas l'a ainsi produit, sous forme audio, à la façon d'un drame radiophonique. Le disque est édité en 2003, par un label indépendant, Gallery Six (en référence à la première galerie où les membres de la beat generation ont lu leurs textes). Le disque contient deux CD et le scénario, avec des illustrations de Richard Sala.